# Tetrastigma lanyuense
Tetrastigma lanyuense là một loài thực vật hai lá mầm trong họ Nho. Loài này được C.E. Chang miêu tả khoa học đầu tiên năm 1968.